# Батов, Владимир Васильевич
Владимир Васильевич Батов (14 июня 1914, Выдрино, Костромская губерния — 28 октября 1979, Харьков) — капитан Рабоче-крестьянской Красной Армии, участник Великой Отечественной войны, Герой Советского Союза (1945).

## Биография
Владимир Батов родился 14 июня 1914 года в селе Выдрино (ныне — Берёзки в Некрасовском районе Ярославской области) в семье служащего. В 1933 году окончил речной техникум в Рыбинске. В сентябре 1933 года был призван на службу в Рабоче-крестьянскую Красную Армию. В 1938 году Батов окончил военно-морское училище, после чего служил в морской пехоте. С июня 1941 года — на фронтах Великой Отечественной войны. Участвовал в боях на Северо-Западном, Ленинградском, Сталинградском, Западном, Брянском, 2-м и 3-м Украинском фронтах. За время войны четырежды был ранен.
Во время боёв за Тихвин в феврале 1942 года штурмовая рота под командованием Батова прорвала оборону немецких войск, прошла 12 километров и выбила врага со следующего рубежа. 14 февраля 1942 года Батов был ранен. Осенью 1942 года, во время обороны Сталинграда, Батов организовал оборону занимаемых его подразделением позиции, своевременно принимая меры по восстановлению связи и взаимодействию с другими подразделениями. 8 октября 1942 года был ранен в районе Ореховки, после чего до апреля 1943 года находился в госпитале.
1 мая 1943 года во главе разведроты Батов форсировал реку Жиздра в Калужской области и успешно провёл разведку боем для того, чтобы определить передний край обороны немецких войск. Во время этой операции он получил очередное ранение, после чего в течение четырёх месяцев находился в госпитале.
10 марта 1944 года в бою был четвёртый раз ранен, до июня находился на излечении в госпитале. После излечения старший лейтенант Батов продолжил службу на должности командира батальона 734-го стрелкового полка 233-й стрелковой дивизии. Приказом от 5 июля 1944 года был награждён орденом Красного Знамени.
Участвовал в Ясско-Кишинёвской операции, освобождении Румынии, Венгрии, Югославии. Отличился во время форсирования Дуная. 6 ноября 1944 года в районе населённого пункта Батино батальон Батова закрепился на плацдарме и в течение двух суток отражал мощные контратаки немецких войск, а затем перешёл в атаку и захватил господствующую над плацдармом высоту. В последующих боях Батов был тяжело контужен.
Указом Президиума Верховного Совета СССР от 24 марта 1945 года за «образцовое выполнение боевых заданий командования на фронте борьбы с немецкими захватчиками и проявленные при этом отвагу и геройство» капитан Владимир Батов был удостоен высокого звания Героя Советского Союза с вручением ордена Ленина и медали «Золотая Звезда» за номером 5456.
После окончания войны был демобилизован. Проживал и работал в Харькове. Умер 28 октября 1979 года. Похоронен на харьковском городском кладбище № 2.
Был также награждён орденом Красного Знамени, а также рядом медалей.
В Харькове установлена мемориальная доска на доме, где он жил.